# Levefanum

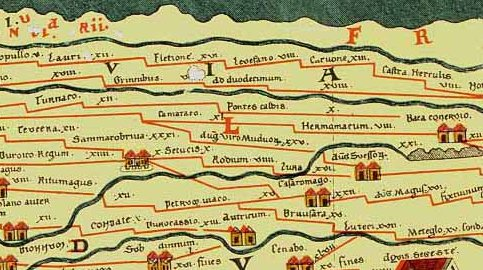
Levefano sur la Table de Peutinger situé entre Fletione et Carvone.

Levefanum, ou Levefano, de nos jours  Rijswijk-Dorestadt est un castellum de cavalerie romaine du Limes dans un méandre du Vieux Rhin en Germanie inférieure.

## Castellum Levefanum
- il est n'est pas situé sur l'Itinéraire d'Antonin.
- il situé sur la Table de Peutinger[2] entre Carvo, aujourd'hui Kesteren et Fletio maintenant Vleuten.
- Il est situé au confluents de la Rijswijk et de la Wijk près de Duurstede, sur la rive gauche du Rhin, au confluent des anciennes rivières la Kromme Rhin et la Lek.
- Le nom de Levefanum aurait pu être Haevea-fanum, soit un sanctuaire de la déesse Havea, déesse du peuple des Bataves.

Le castellum Levefanum est construit autour de l'an 50 pour être abandonné vers 270 et réoccupé sporadiquement jusqu'au IVe siècle. Le castellum est d'abord construit avec une palissade de bois sur un terre-plein derrière un chenal. Il est probablement reconstruit en pierre au IIe siècle.
Les vestiges de la rivière précisent manifestement une occupation peu après la révolte des Bataves.
La cohorte I Thracum equitata y était stationnée dès l'an 70. Parmi les autres occupants du castellum, la cohorte Civium Romanorum - unité auxiliaire de citoyens romains, citée par Tite-Live. Il est à noter que la seconde cavalerie thrace la cohorte II Thracum equitata était stationnée à quelques lieues, au castellum Mannaricium, appelé de nos jours Maurik. 
Après la période romaine, les restes du vicus - colonie civile - se sont développés sous le nom de Dorestad qui fut un important centre du commerce médiéval. les fouilles ont souvent montré que tuiles et briques du fort romain ont souvent été utilisées dans la construction de Dorestad.
Au XIIe siècle la Lek a commencé à mordre les berges et les restes du fort romain sont désormais dans son lit.
Entre 1900 et 1915 on découvrit quelques poteries romaines au Nord de Rijswijk. Vers 1950, on découvrit sur les berges de la Kromme Rhin des poutres de chênes verticales qui devaient être une partie d'un bâtiment fortifié.
En 1979, des poteries romaines, des casques, des fibules sont retrouvées dans des sables de dragages. Elles précisent des dates de 50 à 270. Les fouilles dans Dorestadt, entre 1967 et 1977, où se trouvait le vicus, a précisé la topographie de la ville : au nord un port, le vicus au centre et le castellum au Sud.